# حارة وادي محمود (صنعاء)

تعديل مصدري - تعديل

حارة وادي محمود هي إحدى حارات حي الحي السياسي بمديرية الوحدة إحد مديريات العاصمة اليمنية صنعاء، بلغ تعداد سكانها 4880 نسمة حسب تعداد اليمن لعام 2004.